# A kőkezű
A kőkezű (eredeti cím: Hands of Stone) 2016-os amerikai életrajzi sportfilm a panamai Roberto Durán egykori profi ökölvívó pályafutásáról. A filmet Jonathan Jakubowicz rendezte és írta. A főbb szerepekben Édgar Ramírez, Robert De Niro, Usher, Ruben Blades, Pedro "Budu" Pérez, Ellen Barkin, Ana de Armas, Oscar Jaenada és John Turturro látható.
A film világpremiere 2016. május 16-án volt a 2016-os Cannes-i fesztiválon, és augusztus 26-án mutatta be a The Weinstein Company. Magyarországon 2017. december 14-én jelent meg DVD-n.

## Cselekmény
1971. szeptember 13-án a neves bokszedző, Ray Arcel megnézi Roberto Durán és Benny Huertas bokszmeccsét a Madison Square Gardenben, és rájön, hogy Durán, aki az első menetben kiütéssel megnyeri a mérkőzést, nagy tehetség, ráadásul ingyen akarja edzeni, de Durán visszautasítja az ajánlatot. Durán visszaemlékszik gyermekkorára Panamában, amikor még zászlóviták voltak az Egyesült Államok és Panama között; ő mangólopásból és illegális utcai harcokból tartotta el családját, illetve barátait. A helyi bokszedző, Plomo Quiñones beleegyezik Durán felkészítésébe, ha az abbahagyja a lopást. Durán sikeres, meccsről meccsre győz, és 1971-ben megismerkedik későbbi feleségével, Felicidad Iglesiasszal.
Az 1950-es években Ray Arcel megpróbál bokszmérkőzéseket szervezni New Yorkból egy televíziós csatorna számára, de a maffia nem akarja ezt, és támadást szervez Arcel ellen, amit ő túlél, de egyelőre visszavonul a sportágtól. 1972-ben visszatér Durán edzőjeként; ezúttal viszont a maffia visszafogja magát, mert ingyen edzi Duránt. Durán megnyeri első mérkőzését Buchanen ellen, és megszerzi első könnyűsúlyú világbajnoki címét. A következő években Durán számos mérkőzést nyer, Felicidad gyermeket szül neki, Durán pedig szupersztárrá és a szegények támogatójává válik hazájában (Panama).
1980 júniusában Montréalban Durán egyhangú pontozással győz Sugar Ray Leonard ellen, akit korábban sértegetett, ezzel váltósúlyú világbajnok lesz. Ugyanezen év novemberében New Orleansban Leonard megnyeri a visszavágót, mivel Durán a nyolcadik menetben feladja a küzdelmet, mert túl korán jött számára a meccs, és nincs teljesen felkészülve, ami nagy csalódást okoz a panamaiaknak. Arcel is lemond Duránról, és ismét Plomo lesz az edzője. Néhány évvel később Durán bocsánatot kér Leonardtól – aki a ring mellett kommentálja Durán Davey Moore elleni meccsét – amiért akkoriban megsértette őt és feleségét. Durán a nyolcadik menetben technikai KO-val megnyeri a mérkőzést, újra világbajnok lesz, és visszaszerzi népszerűségét és büszkeségét a panamaiak körében.

## Szereplők
| Szerep                 | Színész              | Magyar hang        |
| ---------------------- | -------------------- | ------------------ |
| Roberto „Kőkezű” Durán | Édgar Ramírez        | Schmied Zoltán     |
| Ray Arcel              | Robert De Niro       | Fodor Tamás        |
| „Sugar” Ray Leonard    | Usher                | Hamvas Dániel      |
| Chaflan                | Oscar Jaenada        |                    |
| Juanita Leonard        | Jurnee Smollett-Bell |                    |
| Stephanie Arcel        | Ellen Barkin         | Menszátor Magdolna |
| Carlos Eleta           | Rubén Blades         | Holl Nándor        |
| Plomo Quiñones         | Pedro Pérez          |                    |
| Felicidad Iglesias     | Ana de Armas         | eredeti nyelven    |
| Frankie Carbo          | John Turturro        | Galbenisz Tomasz   |
| Ken Buchanan           | John Duddy           |                    |

### Magyar változat
- Főcím: Endrédi Máté
- Magyar szöveg: Tóth Balázs
- Hangmérnök és vágó: Papp Zoltán István
- Gyártásvezető: Molnár Magdolna
- Szinkronrendező: Gaál Erika
- Produkciós vezető: Legény Judit

A szinkront a Labor Film szinkronstúdió készítette el.

## A film készítése
A forgatás 2013 decemberében kezdődött Panamában, és 2014 márciusában fejeződött be. 
A filmet Stephanie Arcel emlékének szentelték („a te örökséged a szeretet”).

## Bemutató
2015 májusában a The Weinstein Company megvásárolta a film forgalmazási jogait, és 2000 vetítésre vállalt kötelezettséget. A filmet a tervek szerint 2016. augusztus 26-án mutatták volna be 800 moziban, mielőtt augusztus 31-én, 2500 moziba került volna.

### Bevételi adatok
A Kőkezű 2016. augusztus 26-án került a mozikba, és az előrejelzések szerint a nyitóhétvégén 810 moziban 2-3 millió dollár körüli bevételt ért el. A korlátozott nyitóhétvégén 1,7 millió dolláros bevételt hozott, és a 16. helyen végzett a jegypénztáraknál. A második hétvégén, annak ellenére, hogy 1201 moziba került, mindössze 1,3 millió dollárt termelt, és a 20. helyen végzett a jegypénztáraknál.